# Miguel Crespo
Miguel Crespo da Silva (* 11. September 1996 in Lyon; auch kurz Crespo genannt) ist ein portugiesisch-französischer Fußballspieler in Diensten seit September 2021 von Fenerbahçe Istanbul und ist in der Rückrunde 2023/24 an Rayo Vallecano verliehen.

## Karriere
Crespo ist ein 1,86 Meter großer Mittelfeldspieler und agiert primär als Achter bzw. Sechser. Zu seinen fußballerischen Stärken zählen sein Zweikampfspiel und sein Distanzschuss. Er bevorzugt das Kurzpassspiel und neigt zum Foulspiel.

### Anfänge im Norden Portugals
Mit dem Fußball begann Crespo in seiner Kindheit 2005 im nordportugiesischen Viana do Castelo in der Fußballschule der Escola de Futebol Luciano de Sousa. 2007 wechselte er für zwei Jahre in die Nachwuchsabteilung vom FC Porto. Danach kehrte er 2009 für ein Jahr in seine alte Fußballschule zurück. 2010 wechselte er innerhalb des Distrikts Viana do Castelo zum Artur Rego und später 2012 auch zum Associação Desportiva de Barroselas. Zur Saison 2013/14 wechselte Crespo zum nordportugiesischen CD Feirense in die B-Mannschaft der U19-Junioren und spielte hier bis Ende 2013. Daraufhin kehrte er erneut in den Distrikt Viana do Castelo zurück, diesmal zur Juniorenmannschaft von Neves Futebol Clube. Am Ende der Saison 2013/14 wurde er mit den U19-Junioren von Neves FC Regionalmeister der 1. Division des Distrikts von Viana do Castelo. In der gleichen Saison kam Crespo mit 17 Jahren auch zu Einsätzen in der Herrenmannschaft.
In der Saison 2014/15 trug er in der Herrenmannschaft mit 13 Toren in 30 Einsätzen zum knappen Meisterschaftsgewinn der Regionalmeisterschaft der 1. Division von Viana do Castelo bei und somit stieg er mit der Mannschaft in die drittklassige Campeonato Nacional de Seniores auf. Nachdem Abstieg 2016 mit Neves FC wechselte Crespo in das nordportugiesische Distrikt Braga zum Drittligisten Merelinense Futebol Clube. In der Saison 2016/17 gehörte er mit erzielten neun Toren in 32 Einsätzen zu den Leistungsträgern der Mannschaft an. Er trug als Stammspieler zum Gruppensieg zur Qualifikation der Aufstiegsrunde bei.

### Karriereaufstieg in den Profifußball
Nachdem verpassten Aufstieg 2017 in den Aufstiegsplayoff verpflichtete der portugiesische Erstligist Sporting Braga ihn im Juni 2017 für zwei Saisons. Bei den Bragaern kam er ausschließlich in der Zweitmannschaft Sporting Braga B in der professionellen Segunda Liga zum Einsatz. Im August 2017 gab er mit 20 Jahren sein Liga-Profispieldebüt in der Zweitligabegegnung gegen den CD Santa Clara und später im gleichen Monat gab er gegen den Leixões SC auch sein Liga-Profitordebüt. In seiner letzten Saison, 2018/19, für den Sporting Braga B etablierte er sich als Stammspieler.
Nachdem der Klassenerhalt 2019 verfehlt worden war, wechselte er zur Saison 2019/20 zum portugiesischen Zweitligisten GD Estoril Praia. In der Saison 2020/21 trug Crespo als Leistungsträger mit seinen Torbeteiligungen zu mehreren Gewinn von Ligapunkten und zur vorzeitigen Meisterschaft der Segunda Liga bzw. direkten Aufstieg in die Primeira Liga bei, indem er unter anderem am drittletzten Spieltag den 1:1 gegen den GD Chaves zum Endstand egalisierte. Neben dem Ligawettbewerb erreichte er mit der Mannschaft im portugiesischen Pokalwettbewerb als Zweitligist das Halbfinale und schieden gegen den portugiesischen Rekordpokalsieger Benfica Lissabon aus. Im Juli 2021 wurde Crespo bei der Preisverleihung des Federação Portuguesa de Futebol für die vergangene Saison zum besten Spieler der portugiesischen Zweitliga, Segunda Liga, gekürt. Nachdem Aufstieg 2021 gab er im August 2021 in seiner Karriere seine Erstligaspielpremiere und -torpremiere.

### Fenerbahçe und Leihe
Später im September 2021 wurde er während der laufenden Saison zum Europapokal-Teilnehmer und türkischen Meisteraspiranten Fenerbahçe Istanbul transferiert. Im November 2021 feierte Crespo in der Ligabegegnung gegen Galatasaray Istanbul sein Interkontinentalen-Derbyspieldebüt und seine Torpremiere für Fenerbahçe, indem er als Einwechselspieler in der Nachspielzeit (90.+4 min.) den 2:1-Auswärtsderbysieg erzielte. Wobei seine Mannschaft bereits in Unterzahl spielte nach einer Gelb-Roten Karte. Gemäß der Fenerbahçe-Mythologie wurde Crespo mit seinem erzielten Tor gegen den Erzrivalen Galatasaray zu einem richtigen Fenerbahçe-Spieler. Im weiteren Verlauf der Saison 2021/22 etablierte sich Crespo als Startformationsspieler und hatte äußerst positiven Einfluss auf die Mannschaftsleistung, wobei er gegen Saisonende wegen einem Mittelfußbruch ausfiel. Er trug mit seinen Leistungen zum Vizemeistertitel bei und wurde für seine Leistungen nach Saisonende zum besten Mittelfeldspieler der Süper-Lig-Saison ausgezeichnet.
In der Folgesaison unter dem neuen Cheftrainer Jorge Jesus kam Crespo in der Hinrunde der Saison 2022/23 vor allem als Startformationsspieler zum Einsatz und in dieser Zeit wurde er zweimal zum Spieler des Monats von Fenerbahçe ausgezeichnet. Im Verlauf der Rückrunde verlor er seinen Stammplatz in der Startformation an seine Mitspieler Miha Zajc und İsmail Yüksek, Crespo fungierte vor allem noch als Reservespieler mit gelegentlichen Einwechslungen. Die Saison 2022/23 beendete er mit zwei Mannschaftstiteln: den Süper-Lig-Vizemeistertitel und den Pokalsiegertitel. In der Hinrunde der Saison 2023/24 unter dem neu ernannten Cheftrainer İsmail Kartal fungierte er als Ergänzungs- und Reservespieler, nachdem verletzungsbedingten Ausfalls des Mitspielers Fred kam Crespo auch zu Startformations-Einsätzen.
Nach einer Oberschenkel-Verletzung und der Verpflichtung von Mittelfeldspieler Rade Krunić wechselte Crespo Ende Januar 2024 während der Winter-Transferperiode für den Rest der Saison auf Leihbasis inklusive einer Kaufoption zum spanischen Erstligisten Rayo Vallecano. Am gleichen Tag gab er als Einwechselspieler sein Primera-División-Spieldebüt gegen Atletico Madrid.

## Erfolge
- Neves FC (2014–2016)
  - Juniorenmannschaft
    - U19-Regionalmeister der 1. Division des Distrikts Viana do Castelo: 2013/14[3]

  - Herrenmannschaft
    - Aufstieg in die Campeonato Nacional de Seniores als Regionalmeister der 1. Division des Distrikts Viana do Castelo ( ▲): 2014/15[3]
    - Pokalsieger des Distrikts Viana do Castelo: 2014/15[21]
    - Superpokalsieger des Distrikts Viana do Castelo: 2015[21]

- GD Estoril Praia (2019–2021)
  - Aufstieg in die Primeira Liga als Meister der Segunda Liga ( ▲): 2020/21

- Fenerbahçe Istanbul (2021–…)
  - Türkischer Vizemeister: 2021/22, 2022/23
  - Türkischer Pokalsieger: 2022/23[17]

## Auszeichnungen
- 1 × Bester Spieler der portugiesischen „Segunda Liga“ (FPF): 2020/21[11]
- 3 × Tor des Spieltages der türkischen „Süper Lig“ (beIN Sports): 13. Spieltag der Saison 2021/22;[22] 7., 9. Spieltag der Saison 2022/23[23]
- 1 × Bester Mittelfeldspieler der Süper-Lig-Saison (koop. UFEF, Fotomaç): 2021/22[24]
- 2 × Spieler des Monats von Fenerbahçe Istanbul (Fan-Wahl): September, Oktober 2022[25]